# نيشان الاستحقاق لجمهورية بولندا
نيشان الاستحقاق لجمهورية بولندا هو نيشان استحقاق بولندي أنشئ في 17 أبريل عام 1974، ويُمنح للبولنديين المقيمين في الخارج أو لغير البولنديين الذين قدموا خدمات كبيرة لبولندا، لذا يُشار إليه أحيانًا باعتباره وسام دبلوماسي تقليدي.

## لمحة تاريخية
أنشئ نيشان الاستحقاق لجمهورية بولندا بموجب القانون الصادر في 10 أبريل 1974 كوسام استحقاق يُمنح من الجمهورية الشعبية البولندية بعد أن ألغي وسام النسر الأبيض عقب تأسيس الجمهورية الشعبية في بولندا. يتشابه تصميم نيشان الاستحقاق لجمهورية بولندا مع تصميم ولون وسام النسر الأبيض الذي كان يُمنح في بولندا في السابق.

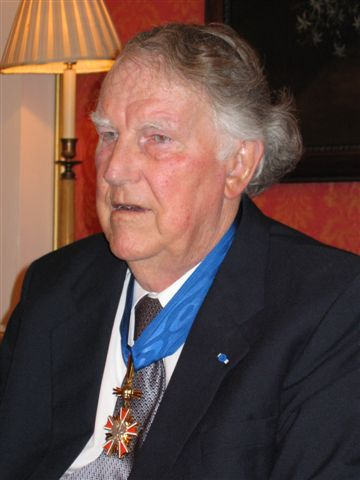
السير إدموند هيلاري يرتدي صليب القائد عام 2004

منح مجلس الدولة البولندي نيشان الاستحقاق من الجمهورية الشعبية البولندية بدءاً من عام 1974 وحتى عام 1991 في خمس درجات، وهي:
| النيشان                                                  | شريط النيشان |
| -------------------------------------------------------- | ------------ |
| نيشان الاستحقاق لجمهورية بولندا الشعبية من الدرجة الأولى | 1st class    |
| نوط القائد مع نيشان الاستحقاق لجمهورية بولندا الشعبية    | 2nd class    |
| نوط الاستحقاق لجمهورية بولندا الشعبية                    | 3rd class    |
| نيشان الاستحقاق الذهبي لجمهورية بولندا الشعبية           | 4th class    |
| نيشان الاستحقاق الفضي من جمهورية بولندا الشعبية          | 5th class    |

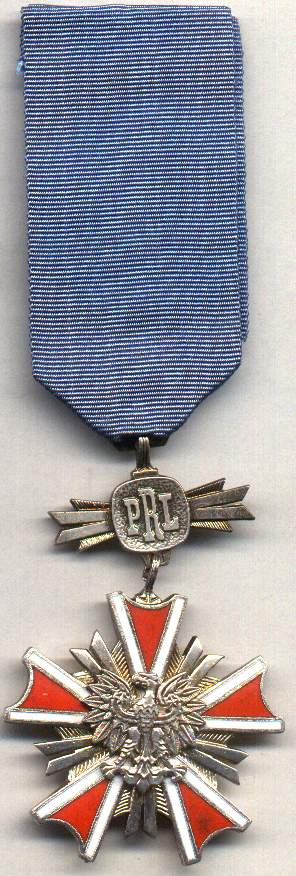
نيشان الاستحقاق للجمهورية الشعبية البولندية من الدرجة الخامسة

قررت الحكومة البولندية بعد سقوط الشيوعية في بولندا عام 1989 الإبقاء على نيشان الاستحقاق لجمهورية بولندا مع إجراء التغييرات اللازمة بدون تغيير قانون عام 1974 الذي مُنح بموجبه النيشان، أو تغيير اسم النيشان. عُدل تصميم النيشان إلى صورته الحالية بموجب مرسوم رئاسي صدر في 16 أبريل 1991، والذي تغيرت فيه الحروف المختصرة لاسم جمهورية بولندا لتصبح الحروف الأولى من اسم جمهورية بولندا الشعبية الاختصار، وأضيف إلى النسر تاجاً والذي مثّل شعار النبالة البولندي الجديد، مع إزالة تاريخ عام 1974 من الخلف، كما تغيّر لون شريط النيشان من لون الكوبالت الأزرق الفاتح إلى لون الكوبالت الداكن.
أعيد إنشاء النيشان في عام 1992 تحت اسم وسام الاستحقاق لجمهورية بولندا بموجب قانون صدر في 16 أكتوبر 1992 بحيث يمنحه رئيس بولندا للمواطنين البولنديين المقيمين بالخارج أو غير البولنديين تقديراً لمساهماتهم المتميزة في التعاون الدولي أو التعاون بين بولندا ودول أخرى.
مُنح نيشان الاستحقاق لجمهورية بولندا بدءاً من عام 1992 في الدرجات الآتية:
| النيشان                                      | شريط النيشان |
| -------------------------------------------- | ------------ |
| نيشان الاستحقاق الكبير لجمهورية بولندا       | 1st class    |
| صليب القائد ونيشان الاستحقاق لجمهورية بولندا | 2nd class    |
| نيشان القائد للاستحقاق لجمهورية بولندا       | 3rd class    |
| نيشان الضابط للاستحقاق لجمهورية بولندا       | 4th class    |
| نيشان الفارس للاستحقاق لجمهورية بولندا       | 5th class    |